# Trachylepis hemmingi
Trachylepis hemmingi är en ödleart som beskrevs av  Carl Gans LAURENT och PANDIT 1965. Trachylepis hemmingi ingår i släktet Trachylepis och familjen skinkar.
Artens utbredningsområde är Somalia. Inga underarter finns listade i Catalogue of Life.